# Давыдов, Владлен Семёнович
Владле́н Семёнович Давы́дов (16 января 1924, Москва, РСФСР — 30 июня 2012, там же) — советский и русский артист театра и кино. Народный артист РСФСР (1969). Лауреат двух Сталинских премий (1950, 1951) и Государственной премии РФ. Член ВКП(б) с 1950 года. Академик Национальной академии кинематографических искусств.

## Биография
Родился 16 января 1924 года в Москве. В 1943 году поступил в только что созданную школу-студию МХАТ (курс И. М. Раевского), которую окончил в 1947 году; в том же году был принят в труппу Художественного театра. На сцене МХАТа дебютировал в 1948 году в роли Апреля в спектакле «Двенадцать месяцев» по сказке С. Я. Маршака.
С Художественным театром была связана вся творческая биография актёра; на этой сцене он сыграл десятки ролей классического и современного репертуара; после раскола МХАТа в 1987 году стал актёром МХТ им. Чехова. В 1986—2001 годах одновременно был директором музея МХАТа.
В советском кинематографе дебютировал в 1949 году в роли майора Кузьмина в фильме Григория Александрова «Встреча на Эльбе». Особенно запомнился как исполнитель роли К. К. Рокоссовского в киноэпопее Ю. Н. Озерова «Освобождение».
Скончался 30 июня 2012 года в Москве. Похоронен на Ваганьковском кладбище (43 уч.).

## Семья
- мать — Серафима Лолиевна Давыдова (1898—1941).
- жена — Маргарита Викторовна Анастасьева, заслуженная артистка России, актриса МХАТа, автор книги «Век любви и печали».
  - сын — Андрей Владленович Давыдов (род. 2 июля 1951[5]), заслуженный артист России, актёр МХАТа.
    - внуки — Любовь и Феликс.

## Творчество

### Театральные работы
- 1948 — «Двенадцать месяцев» С. Я. Маршака; постановка В. Я. Станицына и Н. М. Горчакова — Апрель
- 1950 — «Вторая любовь» Е. Ю. Мальцева и Н. А. Венкстер; постановка В. Я. Станицына — Родион Терентьевич Васильцов
- 1953 — «Домби и сын» Ч. Диккенса; постановка В. Я. Станицына — Керкер (ввод)
- 1956 — «Идеальный муж» О. Уайльда; постановка В. Я. Станицына — Лорд Горинг (ввод)
- 1960 — «Кукольный дом» Г. Ибсена; постановка М. М. Тарханова — Крогстед
- 1961 — «На дне» М. Горького — Барон
- 1966 — «Братья Карамазовы» Ф. М. Достоевского; постановка Б. Н. Ливанова — Иван Фёдорович Карамазов (ввод)
- 1968 — «Дни Турбиных» М. А. Булгакова — полковник Владимир Робертович Тальберг
- 1968 — «Три сестры» А. П. Чехова; постановка В. И. Немирович-Данченко  — Фёдор Ильич Кулыгин
- 1969 — «Чайка» А. П. Чехова; постановка Б. Н. Ливанова — Евгений Сергеевич Дорн
- 1972 — «Враги» А. М. Горького; постановка В. Немировича-Данченко и М. Кедрова — Николай Скроботов
- 1972 — «Сталевары» Г. К. Бокарева; постановка О. Н. Ефремова — сталевар Сартаков
- 1979 — «Дачники» А. М. Горького — Двоеточие Семён Семёнович
- 1980 — «Чайка» А. П. Чехова; постановка О. Н. Ефремова — Сорин
- 1983 — «Амадей» П. Шеффера; постановка М. Г. Розовского — Иосиф II
- 1987 — «Иванов» А. П. Чехова; постановка О. Н. Ефремова — Павел Кириллович Лебедев
- 1988 — «Дядя Ваня» А. П. Чехова; постановка О. Н. Ефремова — Александр Владимирович Серебряков
- 1993 — «Чайка» А. П. Чехова; постановка О. Н. Ефремова (возобновление) — Евгений Сергеевич Дорн
- 1997 — «Три сестры» А. П. Чехова; постановка О. Н. Ефремова — Ферапонт

### Фильмография
- 1944 — Иван Грозный — опричник
- 1949 — Встреча на Эльбе — майор (позже полковник) Никита Кузьмин, советский военный комендант
- 1949 — Кубанские казаки — коневод Николай Матвеевич Ковылёв
- 1953 — Застава в горах — старший лейтенант Сергей Лунин, заместитель начальника пограничной заставы
- 1957 — Хождение по мукам (Ч. 1: Сёстры) — поэт-декадент Алексей Алексеевич Бессонов
- 1959 — Аэродром не принимает — Андрей Кулыгин
- 1961 — Человек-амфибия — журналист Ольсен
- 1963 — Теперь пусть уходит — сэр Эдмунд Кендл
- 1965 — Чрезвычайное поручение — лидер крайкома большевиков
- 1966 — Выстрел — полковник
- 1967 — За нами Москва — командарм Константин Константинович Рокоссовский
- 1969 — Освобождение — Константин Константинович Рокоссовский
- 1972 — Звезда в ночи — Стасов
- 1972 — Табачный капитан — Пётр I
- 1973 — Семнадцать мгновений весны — сотрудник Даллеса
- 1975 — Обретёшь в бою — Прокофьев
- 1977 — Диалог — редактор журнала
- 1977 — Солдаты свободы — Константин Константинович Рокоссовский
- 1980 — Алые погоны — генерал-майор Степан Тимофеевич Пашков
- 1980 — Сицилианская защита — генерал милиции Андрей Николаевич Панкратов
- 1981 — Крепыш — князь
- 1983 — Пробуждение — губернатор
- 1984 — ТАСС уполномочен заявить — Ерёмин, представитель МИД СССР
- 1987 — Этот фантастический мир (вып. 12) — адвокат
- 1993 — Вишнёвый сад — Леонид Андреевич Гаев
- 1993 — Трагедия века — Константин Константинович Рокоссовский (хроника)
- 1995 — Великий полководец Георгий Жуков — Константин Константинович Рокоссовский (хроника)
- 1998 — Чехов и Ко — «благородный отец»
- 2000 — Зависть богов — Владимир Никифорович, отец Сони
- 2000 — Тайны дворцовых переворотов. Завещание императора — Дмитрий Михайлович Голицын
- 2002 — Ералаш (№ 153, сюжет «Первая скрипка») — преподаватель консерватории
- 2003 — Тайны дворцовых переворотов. Вторая невеста императора — Дмитрий Михайлович Голицын
- 2003 — Тайны дворцовых переворотов. Смерть юного императора — Дмитрий Михайлович Голицын
- 2004 — Красная площадь —
- 2011 — Утомленные солнцем 2: Цитадель — Всеволод Константинович

## Интервью и документальные записи
- Исторические хроники. 1963: Иннокентий Смоктуновский.

## Награды и премии
- Орден «За заслуги перед Отечеством» IV степени (14 июля 2004) — за большой вклад в развитие театрального искусства[6]
- Орден Почёта (23 октября 1998) — за многолетнюю плодотворную деятельность в области театрального искусства и в связи со 100-летием Московского Художественного академического театра[7]
- Орден Дружбы народов (1984)
- Орден «Знак Почёта» (6 марта 1950) — за выдающиеся заслуги в развитии советской кинематографии, в связи с 30-летием[8]
- Народный артист РСФСР (1969)
- Заслуженный артист РСФСР (1959)
- Благодарность Президента Российской Федерации (23 апреля 2009) — за большой вклад в развитие отечественной культуры и многолетнюю творческую деятельность[9]
- Благодарность Министра культуры Российской Федерации (9 января 2004) — за многолетний плодотворный труд и в связи с 80-летием со дня рождения[10]
- Сталинская премия первой степени (1950) — за исполнение роли майора Никиты Кузьмина в фильме «Встреча на Эльбе» (1949)
- Сталинская премия второй степени (1951) — за исполнение роли Родиона Терентьевича Васильцова в спектакле «Вторая любовь» Е. Ю. Мальцева и Н. А. Венкстер
- Государственная премия Российской Федерации (1997)[11] — за пропаганду и развитие творческих идей К. С. Станиславского и Вл. И. Немировича-Данченко